# Jumong
Regele Dongmyeong din Goguryeo (n. 58 î.Hr. – d. 19 î.Hr.) sau  Dongmyeong-seongwang (東明聖王), cel mai bine cunoscut după numele său de naștere Jumong, a fost un rege coreean care a domnit din anul 37 î.Hr. până la moartea sa. A fost fondatorul monarhiei din Goguryeo, cel mai nordic din Cele trei regate ale Coreei. În Gwanggaeto era denumit Chumo-wang (Regele Chumo). Numele său păstrat în diverse înregistrări este Chumong (추몽, 鄒蒙), Jungmo (중모, 中牟 sau 仲牟) sau Domo (도모, 都牟).

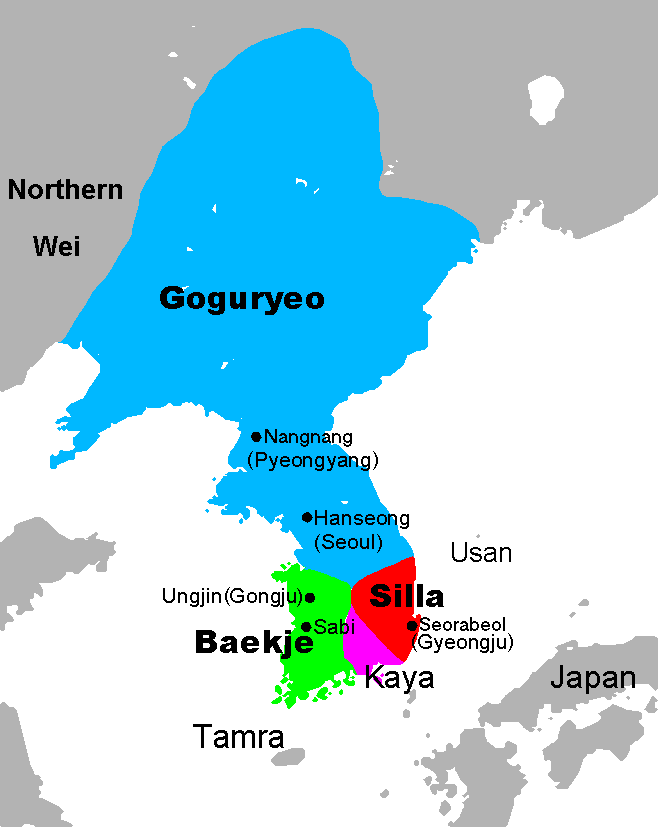

## Familia
- Tatăl: Hae mosu
- Mama: Yuhwa
- Tată vitreg: Geumwa, rege în Buyeo
- Prima soție: Doamna Ye(Soya sau Yesoya in film)

1. Yuri (Regele Yuri),

- A doua soție: So Seo-no

1. Biryu
2. Onjo (Regele Onjo)

## Naștere și origine
Miturile fondatoare ale Goguryeo sunt relatate în textele antice coreene, inclusiv pe Stela Gwanggaeto. Versiunea cea mai cunoscută este găsită, cu variații neînsemnate, în "Samguk Sagi", "Samguk Yusa", și în "Tong Myeong Wang-Pyeon"(동명왕편, 東明王篇, Volumul Regelui Dongmyeong) din "Donggukyisanggukjip"(동국이상국집, 東國李相國集, Lucrări colectate de ministrul Yi din Coreea) scrisă de Yi Kyu-po.
Au existat dispute despre tatăl adevărat al lui Jumong. Într-o legendă Jumong este fiul lui Hae Mosu (해모수, 解 慕 漱) și al lui Yuhwa (유화, 柳花), fiica zeului râului numit Habaek (하백, 河伯). Hae Mosu a întâlnit-o pe Yuhwa lângă un râu în care aceasta se scălda, dar zeul râului nu l-a acceptat pe Hae Mo-su, care a revenit la cer. Zeul râului a alungat-o Yuhwa departe de râul Ubal (우발수, 优 渤 水), unde l-a întâlnit pe Regele Geumwa al Buyeo de Est devenind concubina acestuia. Yuwha a fost impregnată de lumina soarelui și a dat naștere unui băiețel. Geumwa a încercat să distrugă băiețelul, dar mai degrabă l-a ferit de rău. Geumwa i l-a returnat lui Yuhwa. Acel băiețel a fost numit Jumong, care în limba veche Buyeo înseamnă "arcaș priceput".
Lăsând Dongbuyeo, Jumong a fost cunoscut pentru abilitatea sa de excepție la tir cu arcul. În cele din urmă, fiii lui Geumwa, Daeso și Yongpo au devenit geloși pe el, iar Jumong a părăsit Buyeo cu scopul de a urma visul lui Haemosu, acela de a unifica teritoriile Anticului Joseon care s-au destrămat ca urmare a guvernului corupt al dinastiei Han, și de a salva oamenii din Gojoseon, care au plecat în Dongbuyeo (Buyeo de Est).